# La storia 1979-1989
La storia 1979-1989 è un cofanetto commemorativo della band heavy metal italiana Strana Officina, uscito nel 2008 in tiratura limitata a 1500 copie, in occasione del trentesimo anniversario dalla nascita della band. Contiene le ristampe in vinile dei primi tre dischi della band, un disco di inediti, un poster e un libretto di 16 pagine con una breve biografia e numerose foto.

## Contenuto
1. Strana Officina EP (1984)
2. Ritual EP (1987)
3. Rock & Roll Prisoners (1988)
4. Rare & Unreleased (2008) (LP bonus non disponibile separatamente)

## LP Bonus
Rare & Unreleased è un disco contenente canzoni inedite e versioni alternative di brani già pubblicati negli album ufficiali. È disponibile esclusivamente all'interno del cofanetto La storia 1979 - 1989.
Lato A
Testi e musiche di Cappanera, Salani.
1. Vai Vai (edizioni musicali 1979)
2. Non C'è Più Mondo (edizioni musicali 1979)
3. Amore e Fuoco (edizioni musicali 1979)
4. Viaggio in Inghilterra (edizioni musicali 1979)

Lato B
Testi e musiche di Cappanera, Salani.
1. Non Sei Normale (edizioni musicali 1981)
2. Difendi la Fede (edizioni musicali 1985)
3. Guerra Triste (edizioni musicali 1981)
4. Sole Mare Cuore (edizioni musicali 1989)

## Formazione
- Daniele "Bud" Ancillotti - voce (vinile 1, 2, 3 e tracce 5, 6, 7, 8 del vinile 4)
- Johnny Salani - voce (tracce 1-4 del vinile 4)
- Fabio Cappanera - chitarra
- Marcello Masi - chitarra (vinile 1 e tracce 5, 6, 7 del vinile 4)
- Enzo Mascolo - basso
- Roberto Cappanera - batteria